# Huperzia austrosinica
Huperzia austrosinica là một loài thực vật có mạch trong Họ Thạch tùng. Loài này được Ching mô tả khoa học đầu tiên năm 1981.